# Kristian Friderichsen
Peter Kristian (Christian) Nicolay Friderichsen (født 24. januar 1853 i København, død 30. marts 1932 i Kjellerup) var en dansk botaniker.
Friderichsen, som blev cand. pharm. 1876, opholdt sig i Sønderjylland 1880-99. Han var apoteker i Gudumholm 1899-1908, fra 1908 i Kellerup. Han har næsten udelukkende beskæftiget sig med studiet af den vanskelige planteslægt Rubus (brombær) og har, hovedsagelig i samarbejde med Otto Gelert, skrevet en række afhandlinger derom.
Hovedarbejdet er Danmarks og Slesvigs Rubi (i Botanisk Tidsskrift bind 16, 1887) og bearbejdelsen af denne planteslægt i Langes danske flora 4. udg. (1888) og i Raunkiærs danske ekskursionsflora, 3. udg. (1914). Han har også bearbejdet slægten Rubus i 4. udgave af Dansk Ekskursionsflora ved C.H. Ostenfeld og Christen Raunkiær (1922).
Sin enestående Rubussamling testamenterede han til Botanisk Museum og størstedelen af sin formue til et legat for botaniske forskningsrejser. Han er begravet på Assistens Kirkegård. Autornavnet Frid. kan bruges for Kristian Friderichsen sammen med et videnskabeligt artsnavn inden for botanikken. (Wikipedia-artikler der bruger autornavnet)